# Ryūsei Nose
Ryūsei Nose (japanisch 野瀬 龍世 Nose Ryūsei; * 8. Februar 2000 in Hokkaidō) ist ein japanischer Fußballspieler.

## Karriere
Ryūsei Nose erlernte das Fußballspielen in der Jugendmannschaft von R. Supelbe Kushiro, in der Schulmannschaft der Tokai University Sapporo High School, sowie in der Universitätsmannschaft der Sapporo University. Vom 27. Juli 2021 ist Nose bis zum Saisonende an Vanraure Hachinohe ausgeliehen. Der Verein aus Hachinohe spielt in der dritten japanischen Liga. Sein Drittligadebüt gab Ryusei Nose am 12. September 2021 (18. Spieltag) im Auswärtsspiel gegen Kamatamare Sanuki. Hier wurde er in der 61. Minute für Taichi Nakamura eingewechselt. Hachinohe gewann das Spiel mit 1:0. 2021 stand er als Jugendspieler siebenmal in der dritten Liga auf dem Spielfeld. Nach der Ausleihe wurde er im Februar 2022 von Vanraure Hachinohe fest unter Vertrag genommen. Nach 18 Ligaspielen wechselte er zu Beginn der Saison 2023 zum ebenfalls in der dritten Liga spielenden Giravanz Kitakyūshū. Nach einer Saison, in der er 35 Ligaspiele bestritt, wechselte er im Januar 2024 zum Zweitligisten Mito Hollyhock.